# Британске експедиционе снаге (Други светски рат)
Британске експедиционе снаге (енгл. British Expeditionary Force, BEF) упућене су у Француску одмах по уласку Велике Британије у Други светски рат, и учествовале су у Лажном рату (1939-1940) и бици за Француску (1940). БЕФ је повучен у Енглеску током битке код Денкерка (1940).

## Формирање
У тренутку избијања рата, 3. септембра 1939, најважнији задатак британске морнарице био је да обезбеди преацивање Експедиционог корпуса у Француску. Први контингент упућен је разарачима већ 4. септембра, а 10. септембра приспео је у Шербур и први конвој с британским трупама. Пошто Немци нису ометали то пребацивање, Британци су у октобру почели да упућују конвоје у луке североисточно од Ле Авра, укључујући и луку Кале. Пребацивање Експедиционог корпуса завршено је до почетка јуна 1940, када се у Француској нашло око пола милиона британских војника и 89.000 возила.
До почетка битке за Француску, 10. маја 1940, БЕФ располагао је са 13. пешадијских дивизија и 1 оклопном бригадом, уз 416 авиона.

## Ратни пут
БЕФ, под командом лорда Џона Горта, био је распоређен на левом (западном) крилу француске 1. групе армија, која је запосела француско-белгијску границу, од Луксембурга до мора. 10. маја 1940, пошто су Немци јаким снагама напали Холандију и Белгију, БЕФ и 3 француске армије (1,7. и 9) ушли су у Белгију на позив њене владе са циљем да заузму положаје на реци Дајле (Dyle) у Белгији и ту дочекају немачку офанзиву (такозвани План Д). БЕФ је 11. маја стигао до реке Дајле и заузео положаје испред Брисела, док је француска 7. армија 12. маја ушла у Холандију до Бреде. БЕФ је са 1. француском армијом и белгијском војском до 15. маја бранио линију Антверпен - Дајла источно од Брисела, издржао прве ударе немачке 6. армије и успешно извео противнапад, али је северно од њих Холандија 15. маја капитулирала. Под притиском немачке групе армија Б (6. и 18. армија) саезничке снаге почеле су ноћу 16/17. маја повлачење у Фландрију да би поселе положаје на левој обали реке Шелде. Брисел је пао 17. маја.
За то време, немачка група армија А - 12. армија на челу са 5 оклопних дивизија (оклопна група Клајст) -  пробила се 12. маја кроз Ардене и избила на реку Мезу, а затим је 15. маја разбила француску 9. армију и пробила француски гранични фронт на Мези код Седана, у ширини од 100 км и кроз брешу упутила оклопне снаге (4 немачка оклопна корпуса) на Ламанш ради одсецања савезничких снага у Белгији.
19. маја смењен је врховни командант француске армије генерал Морис Гамлен, а на његово место постављен је Максим Веган. Он је покушао - сада већ прекасно - да пресече немачки клин код Седана офанзивом британских и француских дивизија са севера (из Белгије) и са југа. Савезничке снаге из Белгије (укључујући и БЕФ) напале су десни бок оклопног клина са севера 21. маја (код Араса) и 23. маја (код Камбреа), а француска 7. армија напала је 22. маја леви бок са југа, али их је задржала немачка 4. армија, ојачана оклопном групом Хотх (3 оклопне и 1 моторизована дивизија). За то време, оклопна група Клајст скренула је од Соме на север и 25. маја заузела Булоњ на Мору и избила на Ламанш, а сутрадан Кале, чиме је савезничким снагама пресечена одступница у Француску. У међувремену се француска 7. армија повукла на реку Сому, док су савезничке снаге у Фландрији (око 45 дивизија) продужиле одступање на реку Лис.
23. маја  је немачка 6. амија пробила фронт белгијске армије код Ротердама, док је више покушаја БЕФ и француских снага да се пробију на југ осујећено. Савезничка команда је 26. маја наредила повлачење свих снага у Британију преко луке Денкерк у Фландрији: док је Белгија капитулирала 28. маја, БЕФ и преостале француске снаге 1. армије успеле су да одбране положаје код Денкерка све до 4. јуна. БЕФ и савезници су изгубили целокупно тешко наоружање и опрему, али су успели да евакуишу 338.226 војника (198.315 Британаца и 139.911 Француза).

## Губици
У току битке за Француску (10. маја-25. јуна 1940) БЕФ изгубио је 70.000 погинулих, рањених и заробљених.